# Подзоров, Кузьма Михайлович
Подзоров Кузьма Михайлович (1887, Тамбовская область — 1963, Луганская область) — российский и советский горный управляющий. Участник борьбы за власть Советов на Украине. Герой Труда (1922).

## Биография
Родился в 1887 году на территории нынешней Тамбовской области.
С 1896 года работал на шахтах в городе Макеевке. Участник революционных событий 1905 года.
С 1910 года работал на рудниках Кривбасса.
Участник 1-й мировой войны в составе Волынского полка, старший унтер-офицер, георгиевский кавалер.
Окончил Горную профшколу, в 1916 году — Петроградский горный институт.
Член РСДРП(б) с 1917 года. В 1917 году формировал отряды Красной гвардии на Криворожье, член ревкома станции Вечерний Кут, член Криворожского ревкома, член комитета Дубовобалковской организации РСДРП(б) (Кривой Рог), Вечернекутского райкома РСДРП(б). В 1918 году — командир партизанского отряда, боровшегося с австро-германскими оккупантами.
С января 1919 года работал в органах ЧК в Екатеринославе, формировал систему ВЧК на Екатеринославщине: председатель ЧК, военный комендант, прокурор, глава ревтрибунала Екатеринослава.
Весной 1919 года откомандирован в город Кривой Рог, где укреплял органы Советской власти в Криворожском уезде. Один из руководителей сопротивления отрядам атамана Григорьева, боролся с деникинцами. В 1920 году — председатель Криворожского ЧК, комендант Кривого Рога, член Криворожского уездного комитета КП(б)У и уездного исполкома.
В 1921—1927 годах — управляющий шахтоуправлением имени К. Либкнехта. В 1922 году — член правительственной комиссии по обследованию ситуации в Кривбассе. Активный руководитель восстановления Кривбасса. В 1927—1931 годах — управляющий Южно-рудным трестом. В 1931—1934 годах — управляющий трестом «Москвоуголь».
С 1934 года руководил шахтами в Макеевке, Сталино, Краснодоне.
Умер в 1963 году в Луганской области.

## Награды
- Орден Ленина[1];
- Орден Красного Знамени[1];
- Орден Трудового Красного Знамени[1];
- Почётное революционное оружие[1];
- Герой Труда (1922)[1].